# Cyklistická trasa 6016
Cyklistická trasa 6016 je značená cyklotrasa spojující Rožnov pod Radhoštěm (okres Vsetín), Frenštát pod Radhoštěm (okres Nový Jičín) s Pustevnami (okres Vsetín).

## Popis trasy
Začátek trasy je na Masarykově náměstí v Rožnově pod Radhoštěm. Odtud pokračuje severozápadním směrem až ke zdejšímu nádraží, kde se ostře lomí k západu a pokračuje dále přes Zubří do Zašové. Zde se stáčí severním směrem a pokračuje k Vlčímu vrchu. Ten po jeho jižní a východní straně obchází, napojuje se na zpevněnou lesní cestu a po ní pokračuje až k silnici I/57. Na té se ostře lomí k severu a pokračuje po ní až k přírodní památce Domorazské louky. Zde se od silnice odpojuje a pokračuje dále severovýchodním směrem pod vrchol Beňkov, pod nímž se stáčí východním směrem k rozcestníku turistických tras „Pod Huštýnem“. Přitom z jižní strany míjí obec Mořkov. Z rozcestí pokračuje dále východním směrem po úbočí vrcholů Huštýn, Krátká, Dlouhá a Velký Javorník, až dosáhne Frenštátu pod Radhoštěm. Z města vychází na jeho jižní straně dále až k památníku bratří Strnadlů a Jana Knebla. Za ním se lomí k východu, ale po dosažení obce Trojanovice se opětovně stáčí k jihu. Stoupá k turistickému rozcestníku „U Křížku“ na úbočí vrcholu Miaší a po jeho úbočí, úbočí Radhoště a Radegastu dále vzhůru na Pustevny.